# Swiss Indoors 2014
Swiss Indoors 2014 — тенісний турнір, що проходив на кортах з твердим покриттям у місті Базель, Швейцарія з 20 жовтня. Належав до категорії ATP World Tour 500.

## Фінальна частина

### Одиночний розряд
Роджер Федерер —  Давід Ґоффен 6–2, 6–2

### Парний розряд
Вашек Поспішил /  Ненад Зімоньїч —  Марін Драганя /  Генрі Контінен 7–6(15–13), 1–6, [10–5]